# Catocala tenuivittata
Catocala tenuivittata är en fjärilsart som beskrevs av Schultz 1909. Catocala tenuivittata ingår i släktet Catocala och familjen nattflyn. Inga underarter finns listade i Catalogue of Life.